# بولی سامبو
بولی سامبو (انگلیسی: Bouly Sambou؛ زادهٔ ۱ دسامبر ۱۹۹۸) بازیکن فوتبال اهل سنگال است.
از باشگاه‌هایی که در آن بازی کرده است می‌توان به باشگاه فوتبال الوداد کازابلانکا اشاره کرد.
وی همچنین در تیم ملی فوتبال سنگال بازی کرده است.